# 繆沅 (康熙進士)
繆沅（1672年—1729年），字澧南、湘芷，江南泰州人。清朝官員、詩人。

## 生平
康熙四十八年（1709年），参加己丑科礼部会试。考官是李光地、张廷枢。考题《知者乐水》、《今夫天斯》、《孔子之谓》。中进士及第第三人，授编修，官至刑部侍郎。工於詩，黄昆圃稱：“湘芷古诗上凌鲍、谢，七言则元、白、钱、刘抗行无让。”有《余园诗钞》。

## 家族
有子繆集，雍正二年進士。

## 延伸阅读
- 汪景祺：《西征随笔》